# 112 Velorum
112 Velorum (z Velorum) é uma estrela na direção da Vela. Possui uma ascensão reta de 09h 14m 24.50s e uma declinação de −43° 13′ 39.1″. Sua magnitude aparente é igual a 5.24. Considerando sua distância de 556 anos-luz em relação à Terra, sua magnitude absoluta é igual a −0.92. Pertence à classe espectral B4V+....